# Phalacrichus golbachi
Phalacrichus golbachi är en skalbaggsart som beskrevs av Wooldridge 1982. Phalacrichus golbachi ingår i släktet Phalacrichus och familjen lerstrandbaggar. Inga underarter finns listade i Catalogue of Life.